# Xilometazolină
Xilometazolina este un medicament decongestionant care este folosit în preparatele pentru desfundare nazală (de exemplu Vibrocil, Bixtonim, Olynth, Maresyl sau Rhinxyl HA). Se aplică direct în nas, sub formă de spray sau picătură. 
Se află pe lista medicamentelor esențiale ale Organizației Mondiale a Sănătății.